# Lagerstremia indyjska

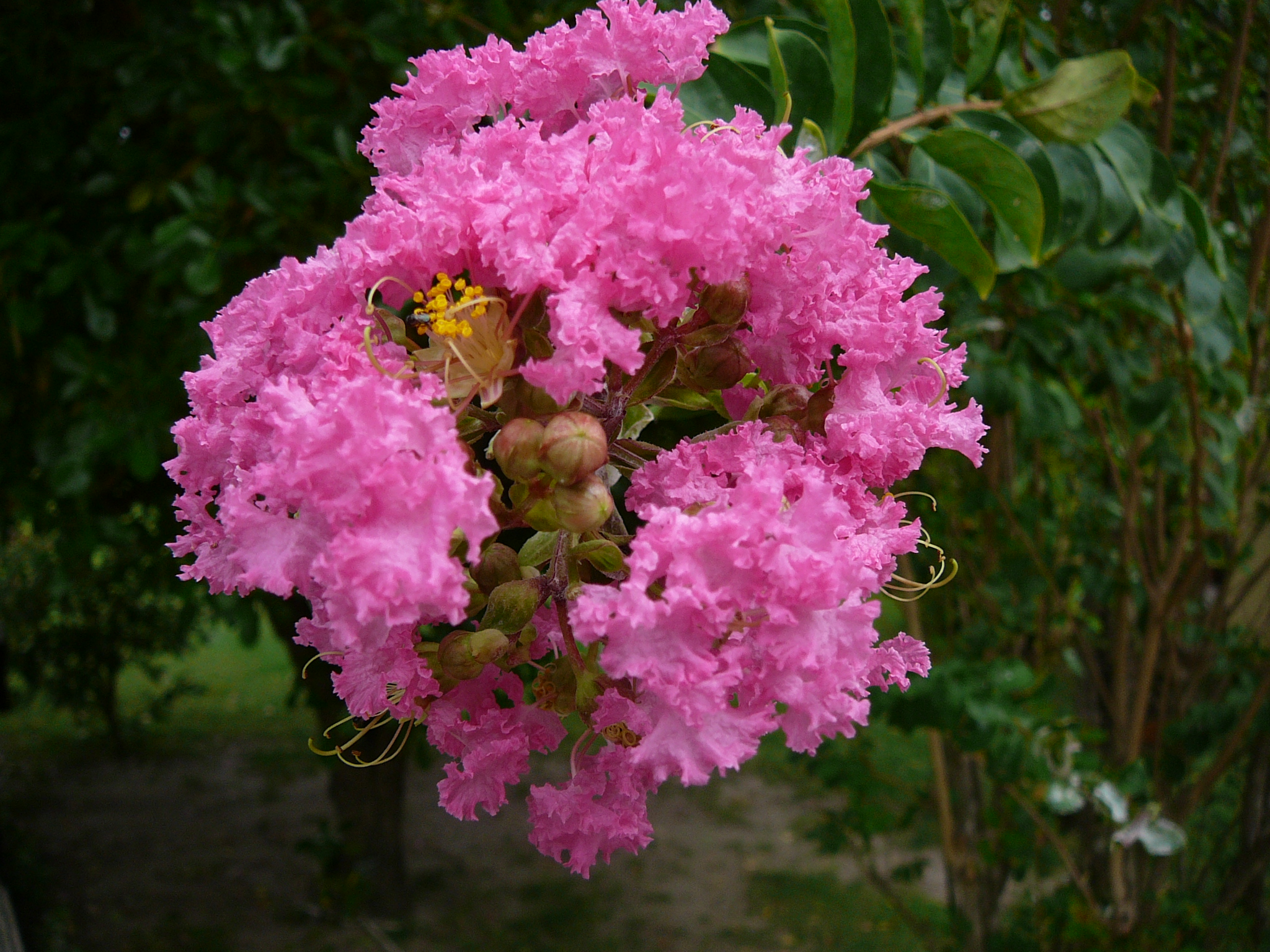
Kwiatostany

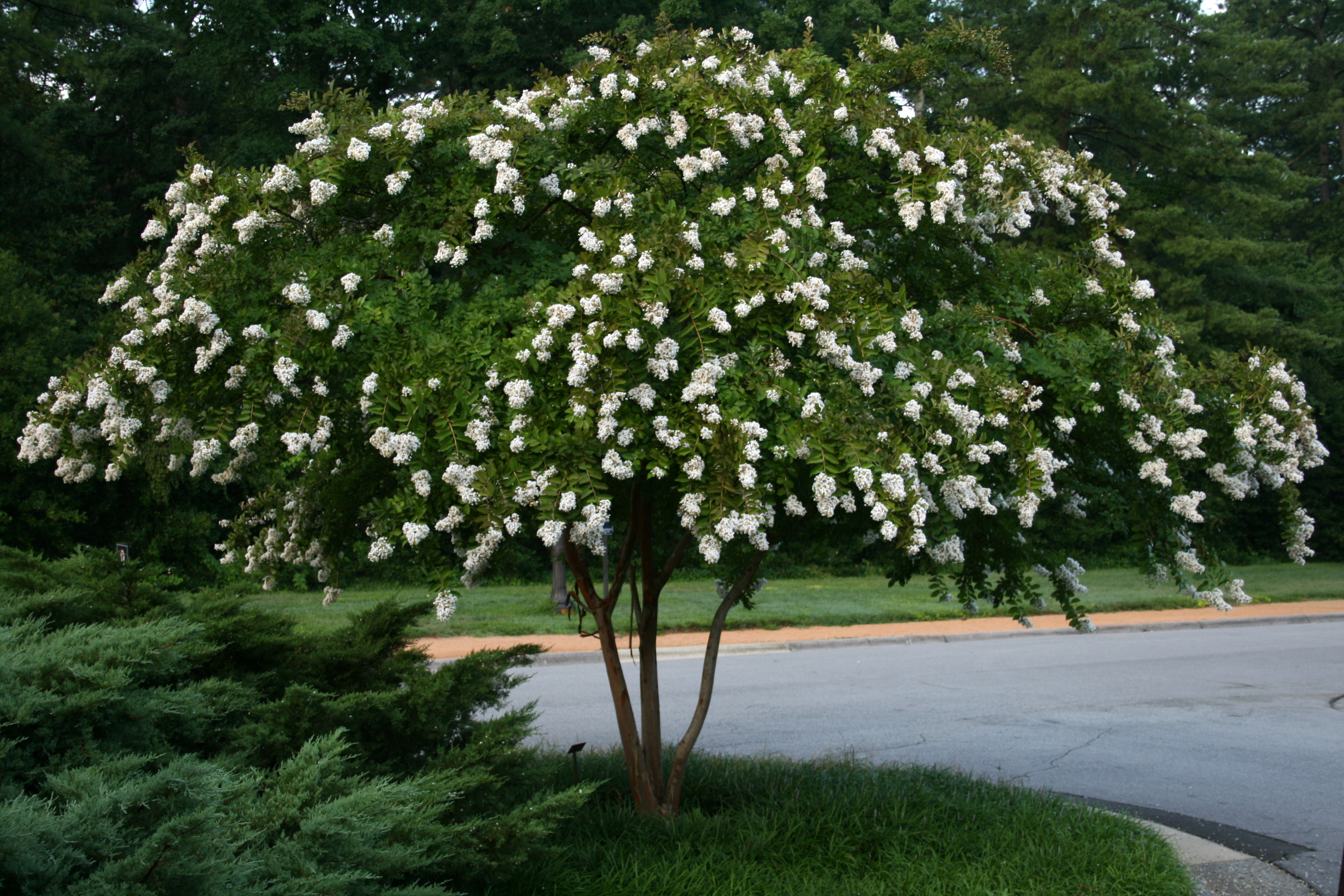
`Petite Snow`

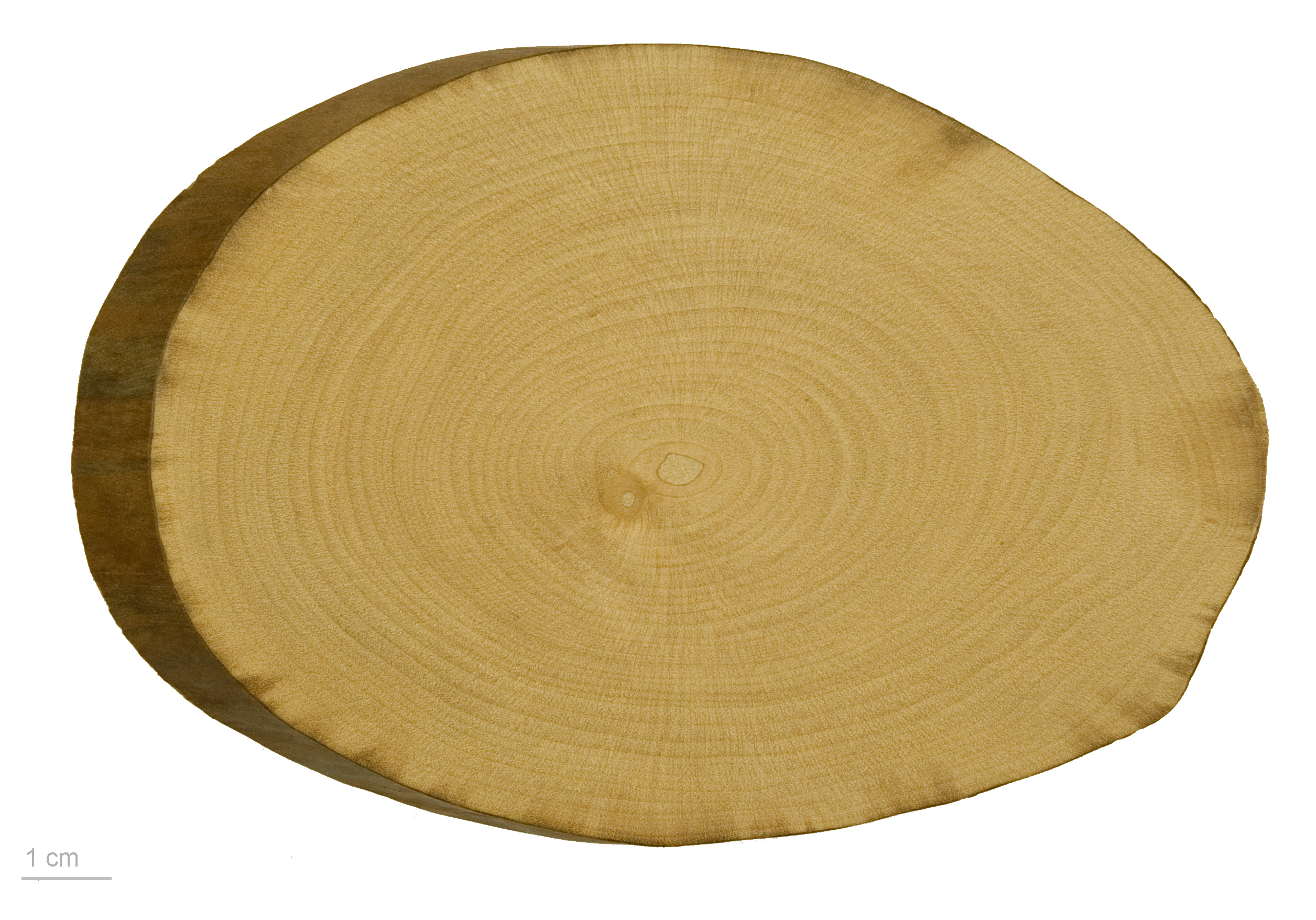
Lagerstroemia indica

Lagerstremia indyjska (Lagerstroemia indica L.) – gatunek rośliny należący do rodziny krwawnicowatych. Pochodzi z Azji (Chiny, Kambodża, Wietnam, Laos, Tajwan). Jest uprawiany w wielu krajach.

## Morfologia
PokrójDrzewo dorastające do 8 m wysokości o szerokiej i kulistej koronie.
KoraGładka, brązowo-beżowa z czerwonawymi smugami.
LiściePojedyncze, drobne, owalnego kształtu, jesienią przebarwiające się na żółto.
Kwiaty5-płatkowe, o pofałdowanych brzegach i rurkowatej nasadzie, zebrane w wiechy o długości do 20 cm na szczytach pędów.

## Zastosowanie
Roślina ozdobna. Jest uprawiana ze względu na swoje bardzo ładne kwiaty. Mają one kolory biały, czerwony, różowy, purpurowy (zależnie od odmiany). Jest uważana za roślinę najdłużej kwitnącą, kwitnie do 120 dni w roku (ok. 4 mies.) od wczesnej wiosny do późnej jesieni. Uprawiana jest często w krajach śródziemnomorskich a także w klimacie umiarkowanym (strefy 6-11). Rzadko uprawia się typową formę, uprawiane są głównie bardziej ozdobne kultywary. 

## Uprawa
Jest łatwa w uprawie. Można ją uprawiać w polskich warunkach, zarówno w ogrodzie (w gruncie) jak i w domu. Jest rośliną wieloletnią i wytrzymuje zimy w polskim klimacie (do -18 C a nawet – 20 C). W surowe zimy może więc przemarznąć, z tego względu należy ją na zimę przenosić do widnych pomieszczeń o temperaturze od 0 – 10 st. C. Zimą należy ją przycinać, gdyż stymuluje to wzrost nowych pędów i silniejsze kwitnienie Jest rośliną dobrze znoszącą przycinanie i doskonale można ją uformować w bonsai. Nasiona powinno się sadzić do mieszanki torfu z piaskiem i ziemią liściową w stosunku 3 : 1 : 0.5 Bardzo dobrze jest ją doświetlać lampami sodowymi o barwie żółtej.

## Kultywary (wybór)
- `Petite Snow` – odmiana karłowa, kwiaty białe
- `Ruby Lace` – kwiaty pomarszczone, ciemnoczerwone
- `Eavesii` – kwiaty bladoróżowe
- `Heliotrope Beauty` – kwiaty bladofioletowe. Odmiana ta jest prawdopodobnie mieszańcem powstałym przez skrzyżowanie L. indica wstecznie z odmianami L. speciosa.
- `Natchez` – kwiaty kremowe. Jest mieszańcem L. indica z L. faurieri
- `Tuscarora – kwiaty purpurowe. Mieszaniec L. indica i L. faurieri.